# Kurt Faltlhauser
Kurt Faltlhauser (* 13. September 1940 in München) ist ein deutscher Politiker (CSU).
Er war von 1974 bis 1980 und von 1998 bis 2008 Landtagsabgeordneter in Bayern, von 1980 bis 1995 Bundestagsabgeordneter.
Von 1994 bis 1995 war er Staatssekretär im Bundesfinanzministerium, von 1995 bis 1998 war er Staatsminister und Leiter der Bayerischen Staatskanzlei, von 1998 bis 2007 war er Bayerischer Staatsminister der Finanzen.

## Leben und Beruf
Der geborene Münchner besuchte das Wittelsbacher-Gymnasium München, studierte dann ab 1961 Volkswirtschaftslehre und politische Wissenschaften an der Ludwig-Maximilians-Universität München und an der Freien Universität Berlin. 1967 beendete er sein Studium in München als Diplom-Volkswirt. An der LMU engagierte er sich für die konservative Seite der Studentenpolitik in den 60er Jahren, wurde zunächst Fakultätssprecher der Volkswirtschaftlichen Fakultät, dann ein Jahr, von 1965 bis 1966, AStA-Vorsitzender an der LMU München.
1971 promovierte er bei Manfred Hättich an der Universität Mainz zum Dr. der Politischen Wissenschaft (Dr. rer. pol.).
Seine berufliche Karriere startete er 1968 bei der Firmengruppe Pieroth, wo er zum Personalchef des Gesamtunternehmens (3000 Mitarbeiter) aufstieg. Diese Tätigkeit beendete er aufgrund der politischen Doppelbelastung im März 1985. Bis 1974 war er geschäftsführender Gesellschafter der GIZ Gesellschaft für Innerbetriebliche Zusammenarbeit GmbH, die sich spezialisiert hatte auf Mitarbeiter-Erfolgs- und Kapitalbeteiligungen. Nach seinem Ausscheiden aus dem Amt des Bayerischen Finanzministers im Jahr 2007 trat er in die Kanzlei Peters, Schönberger & Partner, PSP, als „Of Counsel“ ein. Dort bündelte er eine Reihe von Mandaten und ehrenamtlichen Positionen im Kulturbereich und in der Entwicklungshilfe.
1988 wurde er Lehrbeauftragter der Volkswirtschaftlichen Fakultät der LMU mit den Schwerpunktthemen Staatshaushalt und Finanzpolitik. 1994 verlieh ihm die Volkswirtschaftliche Fakultät der LMU den Titel des Honorarprofessors. Heute ist Faltlhauser der einzige Honorarprofessor dieser Fakultät.
1998 heiratete Kurt Faltlhauser Sybille Pechmann. Das Ehepaar hat zwei Kinder, Julia und Maximilian, und vier Enkel.
Er ist seit 1962 Mitglied der katholischen Studentenverbindung KDStV Vindelicia München im CV. 2001 wurde er Ehrenmitglied der Katholischen Bayerischen Stundenverbindung Rhaetia München.

## Politische Laufbahn
Seine politische Laufbahn begann Kurt Faltlhauser mit dem Eintritt in die CSU im Jahr 1963. 1972 wurde er Ortsvorsitzender der CSU Obermenzing, 1987 Kreisvorsitzender im Münchner Westen und Mitglied des Bezirksvorstandes der CSU München. 1991 bis 1995 war er Landesschatzmeister CSU und damit Mitglied des Präsidiums seiner Partei.
1974 bewarb er sich erstmalig für ein Direktmandat für den Bayerischen Landtag im Münchner Westen, ein Mandat, das er mit absoluter Mehrheit gewann. Von 1974 bis 1980 war er Mitglied des Bayerischen Landtags. 1980 kandidierte er, ebenfalls im Münchner Westen, für den Bundestag. Diesem gehörte er bis 1995 ununterbrochen an, jeweils als direkt gewählter Abgeordneter.
Im Bundestag befasste sich Faltlhauser zunächst mit Gesundheitspolitik, wurde 1987 Vorsitzender der Arbeitsgruppe Finanzen der CSU-Landesgruppe. Von 1990 bis 1993 war er Vorsitzender der Fraktionsarbeitsgruppe Finanzen der CDU-/CSU-Bundestagsfraktion, von 1993 bis 1994 war er unter Wolfgang Schäuble stellvertretender Vorsitzender der CDU-/CSU-Bundestagsfraktion.

## Öffentliche Ämter
Am 17. November 1994 wurde Faltlhauser von Theo Waigel zum Parlamentarischen Staatssekretär beim Bundesminister der Finanzen in die von Bundeskanzler Helmut Kohl geführte Bundesregierung berufen.
Am 15. November 1995 schied er aus der Bundesregierung aus und folgte dem Ruf von Edmund Stoiber als Leiter der Bayerischen Staatskanzlei. An der Seite von Ministerpräsident Edmund Stoiber nahm er dieses Amt bis 1998 wahr. Nach der Landtagswahl 1998 wurde er am 28. September 1998 zum Bayerischen Staatsminister der Finanzen ernannt. Der nach dem Rücktritt von Edmund Stoiber am 16. Oktober 2007 vom neuen Ministerpräsidenten Günther Beckstein gebildeten Landesregierung gehörte Faltlhauser nicht mehr an: Er hatte schon frühzeitig angekündigt, für eine neue Legislaturperiode nicht mehr für den Landtag zu kandidieren und stellte bereits Anfang Oktober 2007 sein Amt als Finanzminister zur Verfügung.

## Schwerpunkt der politischen Arbeit in Bayern
Schwerpunkt der politischen Arbeit von Faltlhauser als Finanzminister in Bayern war die Sicherung des „ausgeglichenen Haushaltes“, eine Aufgabenstellung, die vor dem Hintergrund permanenter Steuermindereinnahmen in der Zeit zwischen 1999 und 2006 realisiert werden musste. Stoiber und Faltlhauser setzten ein umfangreiches Sparpaket auf, sodass sie tatsächlich im Jahr 2006 den ausgeglichenen Haushalt als erstes Land in der Bundesrepublik Deutschland erreichten.
Zu den Einsparungs- und Reformmaßnahmen gehörte in der Amtszeit von Faltlhauser die völlige Neustrukturierung der Mittelbehörden: Auflösung der Bezirksfinanzdirektionen und Bildung des Landesamtes für Steuern, des Landesamtes für Finanzen, der Immobilien Freistaat Bayern (IMBY) sowie die deutliche Personalreduzierung und Neustrukturierung der Vermessungsverwaltung.
Trotz der Sparmaßnahmen setzte Faltlhauser vor allem im Bereich der Bayerischen Schlösserverwaltung Schwerpunkte. Beispiele: Wiederaufbau der Allerheiligen Hofkirche in der Münchner Residenz, Grundrenovierung des Cuvilliéstheaters in der Residenz, Neugestaltung des Hubertussaales in Schloss Nymphenburg, Ausbau des neuen Schlosses Bayreuth, Sanierung und Aufbau des Fürstenbaus der Veste Coburg, umfassende Instandsetzung von Schloss Neuburg, grundlegende Sanierung des alten Schlosses Herrenchiemsee, Umbau der Stadtresidenz Landshut für Museumszwecke, Fortführung des Wiederaufbaus der Residenz Würzburg, Totalsanierung des Schlosses Veitshöchheim. Zu dem kommt die Initiative und die Finanzierung des Verkehrsmuseums (Deutsches Museum) in den Hallen der alten Münchner Messe.
Das Amt des Finanzministers verpflichtete Faltlhauser gesetzlich, im Verwaltungsrat der Bayerischen Landesbank als Vorsitzender oder (wechselnd mit der Sparkassen) stellvertretender Vorsitzender tätig zu sein. In dieser Funktion reformierte Faltlhauser umfassend die Strukturen der Landesbank: Verkleinerung des Verwaltungsrates von 37 Personen auf 10, Streichung von Verwaltungsrats-Ausschüssen, Bildung einer Firmenholding. Im Jahr 2007 wirkte Faltlhauser in dieser Funktion auch am Kauf der Hypo Alpe Adria mit. Diese Bank geriet im Jahr 2008, mehr als ein Jahr nach dem Ausscheiden von Faltlhauser aus dem Amt des Finanzministers, in Schieflage. Die Landesbank reichte im Jahr 2012 gegen alle ehemaligen Bankvorstände sowie die beiden Verwaltungsratsvorsitzenden Naser und Faltlhauser eine Schadenersatz-Zivilklage in Höhe von 200 Mio. Euro ein. Zwölf Jahre nach dem Verkauf der Bank wurde der Rechtsstreit 2019 mit einem Vergleich beendet, bei dem für Faltlhauser und Naser keinerlei Fehlverhalten festgestellt wurde. Der Amtsnachfolger Faltlhausers als Finanzminister, CSU-Chef Erwin Huber, stellte damals fest: „Faltlhauser ist Opfer, nicht Täter“ gewesen im Fall der Hypo Alpe Adria.

## Kabinette
- Kabinett Kohl V
- Kabinett Stoiber II – Kabinett Stoiber III – Kabinett Stoiber IV

## Ehrungen
- Bundesverdienstkreuz 1. Klasse
- Bayerischer Verdienstorden
- „München leuchtet“ den Freunden Münchens in Gold
- Bayerische Verfassungsmedaille in Gold
- Ehrenplakette des Bayerischen Roten Kreuzes in Silber
- Goldener Ehrenring des Deutschen Museums
- Sparkassenmedaille in Gold des Bayerischen Sparkassenverbandes
- Malteser-Dankplakette
- Medaille für Verdienste um das bayerische Finanzwesen
- Ehrenmedaille in Gold der Steuerberaterkammer München.

## Veröffentlichungen
Bücher
- Miteigentum – Das Pieroth-Modell in der Praxis. ECON-Verlag, Düsseldorf/Wien 1971, ISBN 3-430-12608-8.
- Geld und Gemeinden. Südwest Information, München 1972.
- „Beteiligungsmodelle“ mit Klaus Esser, Verlag Moderne Industrie, München 1974, ISBN 3-478-11070-X.
- Unternehmen und Gesellschaft, Theorie und Praxis der Sozialbilanz. Erich Schmidt Verlag, Berlin 1978, ISBN 3-503-01723-2.
- Steuerstrategie. Kölner Universitätsverlag, Köln 1988, ISBN 3-87427-038-6.
- Die Haushälter – Ist die Zukunft finanzierbar? Hrsg. Kurt Faltlhauser und Klaus Rose, Kölner Universitätsverlag, Köln 1990, ISBN 3-87427-043-2.
- Im Münchner Westen. Von der Wies´n bis Aubing, Hrsg. Kurt Faltlhauser, Bilder von Josef Wahl, Verlagsanstalt Bayerland, Dachau 1989, ISBN 3-89251-062-8.
- Ansichten aus dem Münchner Westen. mit Maximilian Faltlhauser, Verlagsanstalt Bayerland, Dachau, 1993, ISBN 3-89251-171-3.
- Politik aus Bayern. Hrsg. Kurt Faltlhauser und Edmund Stoiber, Seewald Verlag, Stuttgart-Degerloch 1976, ISBN 3-512-00447-4.
- Finanzpolitik der Zukunft – Das Prinzip Nachhaltigkeit. Olzog, München 2002, ISBN 3-7892-8092-5.
- Bauen für die Kunst. Ein Werkstattbericht aus der Ära Stoiber. Pustet-Verlag, Regensburg 2013, ISBN 978-3-7917-2547-5.
- Münchner Kulturbauten. Zerstörung und Wiederbelebung. Kurt Faltlhauser mit Lothar Altmann und Sabine Heym. Verlag Friedrich Pustet, Regensburg 2018, ISBN 978-3-7917-2762-2)

Aufsätze in Sammelbänden und Zeitschriften
- „Aspekte des Wahlkampes: Image, Öffentlichkeit und Parteiorganisation“, in: Die Union in der Opposition, Hrsg. Georg Gölter/Elmar Pieroth, Econ Verlag, Düsseldorf und Wien, 1970
- „Beteiligung der Mitarbeiter am Unternehmen“, in: Ausgewählte Probleme des Personalmanagements, Hrsg. Deutsche Gesellschaft für Betriebswirtschaft, Berlin, 1972
- „Ein Rahmengesetz für die Mitarbeiterbeteiligung“, in: AGP-Mitteilungen, Köln, 1972
- „Beteiligung der Mitarbeiter am Unternehmen“, in: Ausgewählte Probleme des Personalmanagements, Hrsg. Deutsche Gesellschaft für Betriebswirtschaft, Berlin, 1972
- „Das erweiterte und verbesserte Pieroth-Modell“, in: AGP-Mitteilungen, Köln, 1973
- „Mitarbeiterbeteiligung bei Pieroth GmbH“, in: Beteiligung von Mitarbeitern, Herne, 1974
- „Versäumnisse und Aufgaben partnerschaftlicher Betriebsgestaltung“, in: Fragen der Freiheit, Heft 109, Mai 1974,
- „Kapital für die Firma – Vermögen für alle“, in: Manager Magazin Dezember 1975
- „Entstaatlichung. Eine Grundsatzfrage verlangt politische Entscheidungen“, in: Politik aus Bayern, Hrsg. Kurt Faltlhauser und Edmund Stoiber, Seewald, Stuttgart, 1976
- „Sozialbilanzen, Konzepte und Beispiele“, in: Personal 2/1976,
- „Mehr Selbständigkeit für den Arbeitnehmer“ in: Tendenzwende in der Wirtschaftspolitik, Reden und Diskussionsergebnisse der 6. Bad Kreuznacher Gespräche vom 12. November 1976, Hrsg. Elmar Pieroth, Bonn, 1976
- „Systematik und Grundprobleme materieller betrieblicher Mitarbeiter-Beteiligung“ in: H.J. Schneider (Hrsg.),  Handbuch der Mitarbeiter-Kapitalbeteiligung, Hanstein, Köln, 1977
- „Zehn Jahre Pieroth-Modell“ in: AGP-Mitteilungen, Frechen, 1977
- „Erfolgsbeteiligung“, in: Personal-Enzyklopädie, Verlag Moderne Industrie,  München, 1977
- „Sozialbilanz“, in: Personal-Enzyklopädie, Verlag Moderne Industrie,  München, 1977
- „Sozialbilanzen, Theorie und Praxis in der BRD“ in: Personalführung, Februar 1977
- „Grenzen der Sozialbilanz“ in: Personalführung 4/1978
- „Sozialbilanzen: Wie geht es weiter?“ PR-Magazin Juni/1978
- „Die Praxis der gesellschaftlichen Unternehmensrechnung in der Bundesrepublik Deutschland“ in: Sozialbilanzen in der Bundesrepublik Deutschland, Hrsg. Elmar Pieroth, Düsseldorf, Wien, 1978
- „Vermögensbildung in der BRD“ Personalwirtschaf Januar/1979
- „Innovation im sozialpolitischen und gesellschaftspolitischen Bereich“ in: Der Volks- und Betriebswirt 1979
- „Sozialbilanzen“ in: Trend – Zeitschrift für Soziale Marktwirtschaft 1981
- „Soziale Marktwirtschaft – heute und morgen“ in: Unterrichtspraxis Wirtschaft und Beruf Heft 4/1981
- „Kein Ende der vielen guten Dinge“ in: Die Zeit, 10. April 1981
- „Das Scheitern der Hochschulreform. Die Qualität politischer Entscheidungen bedarf dringend der Verbesserung“ in: Academia, 4/1981, München, 1981
- „Unsere Gesundheitswesen wurde kaputtverändert“ in: Zahnärztliche Mitteilungen, 71. Jg., Nr. 19 vom 1. Oktober 1981
- „Herausforderung und Antwort“ in: Der Deutsche Arzt Oktober 1981
- „Die Bedeutung der Selbstmedikation aus gesundheitspolitischer Sicht“, Pharmazeutische Zeitung, 26. November 1981
- „Kostendämpfung im Gesundheitswesen“ in: Pharmarecht, 5. Jg., Nr. 5, Juni 1982
- „Kranke Gesundheitspolitik“ in: Deutschlandmagazin, 1. September 1982
- „Die Verantwortung der Patienten für ihre Gesundheit“ in: Informationsdienst des Bayerischen Bauindustrieverbandes 27. Jg., März 1982
- „Eigenverantwortung als Fundament“ in: Pharmazeutische Rundschau, Sonderausgabe 1982
- „Die Integration des unternehmerischen Denkens in Staat und Gesellschaft“ in: Informationsdienst des Bayerischen Bauindustrieverbandes, 27. Jg., März 1982
- „Gesundheitspolitik – Plädoyer für eine Reformpolitik in den Achtziger Jahren“, in: Sonde, Februar 1983
- „Personalinformation über Sozialbilanzen“ in: Personal-Perspektiven 1983/84, Hrsg. H. Friedrichs/E. Gaugler/E. Zander, München, 1983
- „Betriebliche Vermögensbildung: Entscheidender Schritt nach vorn“ in: Personal, Heft 6/1983
- „100 Jahre gesetzliche Krankenversicherung: Mut zu einer neuen Gesundheitspolitik“ in: Die Krankenversicherung Juni 1983
- „Mut zu einer neuen Gesundheitspolitik“ in: Die Krankenversicherung, Berlin, 1983
- „Vermögensbildung – Teilhabe der Arbeitnehmer am Produktivvermögen der Wirtschaft?“ in: Arbeitsheft Politische Akademie Eichholz der Konrad-Adenauer-Stiftung, Wesseling-Eichholz 1984
- „Vom Arbeitnehmer zum Kapitalbesitzer“ in: Wirtschaftlicher Mittelstand, Jan./Feb. 1984
- „Staatliche Investitionslenkung – Medizinisch-technische Großgeräte“ Artikel: Arbeit und Sozialpolitik, September 1984
- „Was wird in Bonn aus der zweiten Stufe des Vermögensbeteiligungsgesetzes“ in: Das neue Unternehmen, Paderborn, 1984
- „Vermögensbildung als wirtschafts- und gesellschaftspolitische Leitidee“ in: Christ in Staat und Wirtschaft Heft 4/April 1985
- „Die Grünen: Bewegung oder Partei?“ in: Trend – Zeitschrift für Soziale Marktwirtschaft Nr. 22, März 1985
- „Anmerkungen zur zweiten Stufe des Vermögensbildungsgesetzes aus der Sicht der CDU/CSU-Bundestagsfraktion“ in: Der langfristige Kredit, 1986
- „Von der Kostendämpfung zur Strukturreform in der Gesundheitspolitik“ in: Politische Studien Mai/Juni 1986
- „Zehn Jahre Kostendämpfung“ in: Arbeit und Sozialpolitik 1986
- „Strukturreform und Qualifizierungs-Offensive“ in: Trend, September 1986
- „Politik der sozialen Sicherung. Bewährungsprobe der sozialen Marktwirtschaft“ in: Trend – Zeitschrift für Soziale Marktwirtschaft, Bonn, 1986
- „Von der Symptomkurierung zur Strukturanpassung“ in: Der Heilpraktiker 1986
- „Politik der sozialen Sicherung. Bewährungsprobe der sozialen Marktwirtschaft.“ in: Trend, Bonn, 1986
- „Aufgaben der Politik der sozialen Sicherung in der 11. Legislaturperiode“ in Trend 1986
- „Vermögenspolitik der Zukunft – Leitbilder und Perspektiven“ in: Vermögenspolitik der sozialen Marktwirtschaft, Stuttgart, New York, 1987
- „Eine mittelstandsfreundliche Steuerreform“ Beitrag für „Mittelständische Wirtschaft“, 16. April 1987
- „Mittelstandsfreundliche Steuerreform“ in: Sonderveröffentlichung der Aktionsgemeinschaft Wirtschaftlicher Mittelstand Mai 1987
- „Von der Kostendämpfung zur Strukturanpassung in der Gesundheitspolitik“ in: Strukturreform Gesundheitswesen, MIT-Jahrbuch, Bonn, 1987
- „Unternehmensbesteuerung: überkommene Prinzipien überprüfen“ in: „Steuerstrategie“, Hrsg. Kurt Faltlhauser, Kölner Universitätsverlag,  Köln, 1988
- „Internationaler Wettbewerb und steuerliche Rahmenbedingungen für Investitionen und Arbeitsplätze“ in: „Steuerstrategie“, Hrsg. Kurt Faltlhauser, Kölner Universitätsverlag,  Köln, 1988
- „Grundlinien und Eckpunkte der Großen Steuerreform“ in: „Steuerstrategie“, Hrsg. von Kurt Faltlhauser, Kölner Universitätsverlag,  Köln, 1988
- „Konzentration knapper Haushaltsmittel – Ergebnisse und Perspektiven der aktuellen Vermögenspolitik“ in: Das Neue Unternehmen Heft 2/1988
- „Die Reform der Unternehmensbesteuerung: Eine Zukunftsaufgabe der deutschen Steuerpolitik“ in: Trend – Zeitschrift für Soziale Marktwirtschaft, Dezember 1988
- „Staatsverschuldung und Verschuldungsgrenze“ in: „Die Haushälter“ – Ist die Zukunft finanzierbar?, Hrsg. Kurt Faltlhauser und Klaus Rose, Kölner Universitätsverlag,  Köln, 1990
- „Haushaltsstruktur und Haushaltsverständnis in der DDR“ in: „Die Haushälter“ – Ist die Zukunft finanzierbar?, Hrsg. Kurt Faltlhauser und Klaus Rose, Kölner Universitätsverlag,  Köln, 1990
- „Die 15. VAG-Novelle“ in: Versicherungs-Vermittlung 89. Jg., Heft 9/1990
- „Wohnungspolitische Standpunkte der CSU“ in: Der Langfristige Kredit, 42. Jg., Heft 1/1991
- „Der aktuelle Stand der Harmonisierung der Mehrwertsteuern in der EG“ in: Steuer und Wirtschaft Heft 4, November 1991
- „Zur Problematik einer Neufassung der Zinsbesteuerung“ in: Wirtschaftsdienst 71. Jg., Nr. 11/1991
- „Private Finanzierung öffentlicher Infrastruktur“ in: Orientierungen zur Wirtschafts- und Gesellschaftspolitik 51. Jg., Heft 1/1992
- „Keine Sondertöpfe durch Umweltabgaben“ in: Mittelständische Wirtschaft März 1992
- „Elemente einer Unternehmensteuerreform“ in: Wirtschaftsdienst 72. Jg., Heft 9/1992
- „Standort Deutschland – Defizite und notwendige politische Maßnahmen“ in: Politische Studien Sonderheft 4/1992
- „Die Harmonisierung der Mehrwertsteuer in der EG“ in: Politische Studien Sonderheft 7/1992
- „Die Harmonisierung der speziellen Verbrauchsteuern in der EG am Beispiel der Biersteuer“ in: Deutsche SteuerZeitung, Nr. 1–2/1993
- „Was ist eine Zigarette?“ in: Zeitschrift für Zölle und Verbrauchsteuern, Heft 2/1993
- „ECU, DM oder was sonst?“ in: Wirtschaftsdienst, 73. Jg., Nr. 6/1993
- „Die Kohlepolitik auf dem Prüfstand“ in: Wirtschaftsdienst, 74. Jg., Nr. 4/1994
- „Alternativen zur Freistellung des Existenzminimums“ in: Wirtschaftsdienst Januar 1995
- „Die Verlockungen der Schedule“ in: Festschrift für Wolfgang Ritter,  Köln, 1997
- „1968: Was war und was bleibt.“ in: „Die 68er-konservativ. Reform statt Umsturz“, Hrsg. Ursula Männle, Herder 2018